# Piotr Zborowski (zm. 1580)
Piotr Zborowski (zm. 13 września 1580) – kasztelan biecki (od 1565) i kasztelan wojnicki (od 1567), wojewoda sandomierski 1568–1574, wojewoda i starosta krakowski 1574–1580, żupnik olkuski w latach 1576–1580, ambasador Rzeczypospolitej w Imperium Osmańskim w 1567 roku, starosta stobnicki od 1565 roku.

## Życiorys
Syn Marcina.
Był członkiem komisji do rewizji królewszczyzn na sejmie 1566 roku. Jako przedstawiciel Korony Królestwa Polskiego podpisał akt unii lubelskiej 1569 roku. Pierwszy zaproponował metodę elekcji viritim w 1572 r. Podpisał zgodę sandomierską w 1570 roku. Podpisał konfederację warszawską 1573 roku. W 1573 roku potwierdził elekcję Henryka III Walezego na króla Polski. W 1575 roku w czasie wolnej elekcji głosował na cesarza Maksymiliana II Habsburga. Na zjeździe w Jędrzejowie w 1576 roku potwierdził wybór Stefana Batorego na króla Polski.
Był wyznawcą kalwinizmu.
Pochowany w Oleśnicy.